# Wereldkampioenschappen tafeltennis 2003
De wereldkampioenschappen tafeltennis vinden sinds 1926 plaats en worden georganiseerd door de ITTF. In de even jaren vinden de wereldkampioenschappen landenteams (mannenteams en vrouwenteams) plaats en in de oneven jaren de individuele kampioenschappen (mannen- en vrouwen enkelspel, mannen- en vrouwen dubbelspel en de gemengddubbel).
De wereldkampioenschappen tafeltennis 2003 werden van 19 t/m 25 mei gehouden in de Franse hoofdstad Parijs.
Op het programma stonden vijf onderdelen:
- Enkelspel mannen. Regerend kampioen was  Wang Liqin.
- Enkelspel vrouwen. Regerend kampioen was  Wang Nan.
- Dubbelspel mannen. Regerend kampioenen waren  Wang Liqin en  Yan Sen.
- Dubbelspel vrouwen. Regerend kampioenen waren  Wang Nan en  Li Ju.
- Gemengd dubbel. Regerend kampioenen waren  Qin Zhijian en  Yang Ying.

Er werden geen landenteamwedstrijden gespeeld deze editie.
De winnaars mogen zich voor twee jaar wereldkampioen noemen. De verliezend finalist ontvangt de zilveren medaille. De verliezers van de halve finales ontvangen de bronzen medaille. Er wordt dus geen wedstrijd om de 3 plaatst gespeeld.

## Medailles

### Medaillewinnaars
| Onderdeel        | Goud                  | Zilver                | Brons                                       |
| Enkelspel (m)    | Werner Schlager       | Joo Sae-hyuk          | Kong Linghui Kalinikos Kreanga              |
| Enkelspel (v)    | Wang Nan              | Zhang Yining          | Li Ju Tamara Boroš                          |
| Dubbel (m)       | Wang Liqin Yan Sen    | Kong Linghui Wang Hao | Ma Lin Qin Zhijian Kim Taek-soo Oh Sang-eun |
| Dubbel (v)       | Wang Nan Zhang Yining | Guo Yue Niu Jianfeng  | Lee Eun-sil Seok Eun-mi Li Jia Li Ju        |
| Dubbel (gemengd) | Ma Lin Wang Nan       | Liu Guozheng Bai Yang | Wang Hao Li Nan Qin Zhijian Niu Jianfeng    |

### Medailleklassement
Dubbelparen uit verschillende landen gelden ieder als 0,5.
| Plaats | Land        | Goud | Zilver | Brons | Totaal |
| 1      | China       | 4    | 4      | 6     | 14     |
| 2      | Oostenrijk  | 1    | 0      | 0     | 1      |
| 3      | Zuid-Korea  | 0    | 1      | 2     | 3      |
| 4      | Griekenland | 0    | 0      | 1     | 1      |
| 4      | Kroatië     | 0    | 0      | 1     | 1      |
| Totaal | Totaal      | 5    | 5      | 10    | 20     |